# Zaitzeviaria ovata
Zaitzeviaria ovata is een keversoort uit de familie beekkevers (Elmidae). De wetenschappelijke naam van de soort werd in 1959 gepubliceerd door Nomura.